# Fernand Gouré
Bi Irié Fernand Gouré (Yamoussoukro, 12 aprile 2002) è un calciatore ivoriano, attaccante dello Zurigo in prestito dal Westerlo.

## Carriera
Cresciuto nel settore giovanile del Denguélé, nel dicembre 2020 approda in Europa, firmando con gli israeliani del Maccabi Netanya. Al termine della stagione si trasferisce al Westerlo, società della seconda divisione belga. Nell'agosto 2022, dopo aver contribuito alla promozione e ad aver giocato un incontro in massima serie, viene ceduto in prestito agli ungheresi dell'Újpest per l'intera durata della stagione.

## Statistiche

### Presenze e reti nei club
Statistiche aggiornate al 4 febbraio 2023.
| Stagione        | Squadra         | Campionato      | Campionato | Campionato | Coppe nazionali | Coppe nazionali | Coppe nazionali | Coppe continentali | Coppe continentali | Coppe continentali | Altre coppe | Altre coppe | Altre coppe | Totale | Totale |
| Stagione        | Squadra         | Comp            | Pres       | Reti       | Comp            | Pres            | Reti            | Comp               | Pres               | Reti               | Comp        | Pres        | Reti        | Pres   | Reti   |
| --------------- | --------------- | --------------- | ---------- | ---------- | --------------- | --------------- | --------------- | ------------------ | ------------------ | ------------------ | ----------- | ----------- | ----------- | ------ | ------ |
| dic. 2020-2021  | Maccabi Netanya | LhA             | 10+3       | 2+0        | CI+CdL          | 2+0             | 1+0             |                    | -                  | -                  |             | -           | -           | 15     | 3      |
| 2021-2022       | Westerlo        | D2              | 14         | 1          | CB              | 1               | 0               |                    | -                  | -                  |             | -           | -           | 15     | 1      |
| ago. 2022       | Westerlo        | D1              | 1          | 0          | CB              | -               | -               |                    | -                  | -                  |             | -           | -           | 1      | 0      |
| ago. 2022-2023  | Újpest          | NB1             | 14         | 3          | CU              | 2               | 3               |                    | -                  | -                  |             | -           | -           | 16     | 6      |
| Totale carriera | Totale carriera | Totale carriera | 42         | 6          |                 | 5               | 4               |                    | -                  | -                  |             | -           | -           | 47     | 10     |

## Palmarès

### Club

#### Competizioni nazionali
- Division 1B: 1

Westerlo: 2021-2022